# Restless (album Xzibita)
Restless – trzeci album studyjny amerykańskiego rapera o pseudonimie Xzibit wydany 12 grudnia 2000. Na albumie oprócz X usłyszeć można także Dr. Dre, Nate Dogga, Snoop Dogga i wielu innych artystów.

## Lista utworów
| Nr | Tytuł                      | Goście                        | Producent                      | Czas |
| -- | -------------------------- | ----------------------------- | ------------------------------ | ---- |
| 1  | "Intro/Restless"           |                               | Sir Jinx, Thayod Ausar         | 1:15 |
| 2  | "Front 2 Back"             |                               | Rockwilder                     | 3:02 |
| 3  | "Been a Long Time"         | Nate Dogg                     | Battlecat                      | 3:57 |
| 4  | "U Know"                   | Dr. Dre                       | Nottz                          | 3:26 |
| 5  | "X"                        | Snoop Dogg                    | Dr. Dre, Mel-Man, Scott Storch | 4:15 |
| 6  | "Alkaholik"                | Erick Sermon, Tha Alkaholiks  | Erick Sermon                   | 3:39 |
| 7  | "Kenny Parker Show 2001"   | KRS-One                       | Thayod Ausar, Xzibit           | 4:45 |
| 8  | "D.N.A. (Drugs-n-Alkahol)" | Snoop Dogg                    | Rick Rock                      | 4:37 |
| 9  | "Double Time"              |                               | Erick Sermon                   | 2:50 |
| 10 | "Don't Approach Me"        | Eminem                        | Eminem                         | 4:36 |
| 11 | "Rimz & Tirez"             | Defari, Goldie Loc, Kokane    | Soopafly                       | 4:52 |
| 12 | "Fuckin' You Right"        | wokal wyk. przez Tray Deee    | Soopafly                       | 3:42 |
| 13 | "Best of Things"           |                               | Dr. Dre                        | 3:20 |
| 14 | "Get Your Walk On"         |                               | Mel-Man, Battlecat             | 3:39 |
| 15 | "Sorry I'm Away So Much"   | DJ Quik, Suga Free            | DJ Quik                        | 3:59 |
| 16 | "Loud & Clear"             | Butch Cassidy, Defari, King T | Battlecat                      | 3:33 |